# Afrodita armada
Afrodita armada (en griego: Ένοπλη Αφροδίτη) es una escultura romana de mármol del siglo I d. C. que representa a Afrodita Area, o el aspecto guerrero de la diosa griega Afrodita, que era más comúnmente venerada como diosa de la belleza y el amor. Está inspirada en un original griego perdido del siglo IV a. C. realizado por Policleto el Joven, y se conserva en el Museo Arqueológico Nacional de Atenas en Grecia con el número de inventario 262.

## Historia
La estatua fue encontrada en la antigua Epidauro, en el santuario de Asclepio el año 1886 durante unos trabajos de excavación, junto con varias otras esculturas del yacimiento. La estatua fue finalmente trasladada a la capital Atenas, donde se exhibe desde entonces en el Museo Arqueológico Nacional de Atenas. La escultura griega original, obra de Policleto el Joven, se habría realizado en torno al siglo IV a. C.

## Descripción
La diosa está de pie apoyando su peso en la pierna derecha, la izquierda relajada, con la cabeza girada hacia la izquierda e inclinada hacia el suelo. Va vestida con un fino quitón (casi transparente) que le abraza el torso para que puedan admirarse las curvas más finas de su cuerpo, especialmente el triángulo púbico y el ombligo. El quitón se ha desprendido de su hombro derecho, dejando al descubierto su firme pecho derecho. A continuación, el quitón se enrolla alrededor del brazo izquierdo y cae libremente por su costado. La diosa lleva el pelo recogido en mechones muy delicados y ondulados, atados con una cinta y colocados en la parte posterior de la cabeza en una coleta que se enrolla en una redecilla. Por su pecho semidesnudo pasa en diagonal el cinturón de su vaina. Llevaba una espada en la mano izquierda, pero se desconoce lo que sostenía la derecha. Se ha sugerido (sobre todo por los rasgos de la cabeza) que esta estatua no es una copia romana, sino en realidad un original griego del período helenístico.

## Estado de conservación
Faltan la mayor parte del brazo derecho, los pies y la nariz de la estatua, mientras que el rostro está muy dañado; el brazo izquierdo y la cabeza se encontraron por separado y tuvieron que volver a unirse al resto de la escultura. Con una altura de 1,51 m, esta escultura de mármol de Paros es de tamaño natural.

## Afrodita Area
En el culto y la religión de la Antigua Grecia, Afrodita generalmente asociada al amor era a veces venerada como diosa de la guerra bajo el epíteto Area (en griego antiguo: Ἀφροδίτη Ἀρεία) o "Afrodita la belicosa", bajo el cual se la representaba con armadura completa como el dios de la guerra Ares, su amante. Esta representación se encontraba en Esparta, Argos, Citera y Taras (actual Tarento).